# Tamás Márk
Tamás Márk (Székesfehérvár, 1993. október 28. –) egyszeres magyar válogatott labdarúgó, a Diósgyőri VTK játékosa.

## Pályafutása

### Klubcsapatokban
A Videoton saját nevelésű játékosa, a 2012–13-as szezonban került a felnőtt kerethez, de bajnoki mérkőzésen nem lépett pályára, csak a Ligakupában szerepelt három mérkőzésen. A ZTE elleni két mérkőzésen és a Lombard Pápa elleni mérkőzéseken lépett kezdőként pályára.
2013 nyarán csatlakozott az újonc Puskás Akadémiához. A felkészülési időszakban többek között az angol West Bromwich Albion ellen is pályára lépett, amely mérkőzést az angolok nyertek meg 3-0-ra. A Bajnokságban a Pápa ellen mutatkozott be az első osztályban csereként váltotta Vaszíliosz Aposztolópuloszt.
2015 júliusában a Diósgyőri VTK-hoz írt alá, miután szerződése lejárt a felcsúti csapatnál, ahol összesen 38 alkalommal lépett pályára az élvonalban. Az ezt követő szezonokban alapemberré vált a miskolci csapatban, amellyel 2018-ban meghosszabbította a szerződését. 2018 szeptemberében a Paks elleni bajnokin arccsonttörés szenvedett, ezért több hetet ki kellett hagynia.
2020 februárjában a lengyel élvonalban szereplő Śląsk Wrocław igazolt. A DVTK-ban 115 bajnoki mérkőzésen négy gólt szerzett. 
A lengyel élvonalban március 4-én, a Korona Kielce ellen 2–1-re megnyert bajnokin mutatkozott be. Első gólját a bajnokság 36. fordulójában szerezte a Jagiellonia ellen 2–1-re elvesztett idegenbeli bajnokin. A bajnokság záró fordulójában öngólt vétett a Lechia Gdansk ellen 2–1-re elvesztett bajnokin, a Śląsk pedig az 5. helyen zárta a szezont. 2020–2021-es idényben alapembere volt a lengyel csapatnak, amely a 4. helyen végzett a bajnokságban. A következő szezon kezdetén, az újonnan kiírt UEFA-konferencialiga selejtezőjében győztes gólt szerzett az észt Paide Linnameeskond ellen 2–1-re megnyert mérkőzésen. A 2021–2022-es bajnokság piros lapot kapott a Cracovia ellen idegenben 2–1-re megnyert mérkőzésen. Az idény végén lejárt a szerződése a lengyel csapatnál, amely színeiben 52 tétmérkőzésen lépett pályára, ezt követően pedig a román élvonalban szereplő Sepsiszentgyörgy játékosa lett, akikkel Román Kupát nyert a 2022-2023-as idény végén. 2023 nyarán az azeri élvonalban szereplő bakui Neftçi játékosa lett, ahol Adrian Mutu lett az edzője.

### A válogatottban
A felnőtt válogatott keretébe először 2021 augusztusában, az őszi világbajnoki selejtezőket megelőzően kapott meghívót Marco Rossi szövetségi kapitánytól.

## Statisztika

### A válogatottban
| Magyarország | Magyarország | Magyarország |
| Év           | Mérk.        | Gólok        |
| ------------ | ------------ | ------------ |
| 2021         | 1            | 0            |
| Összesen     | 1            | 0            |

### Mérkőzései a válogatottban
| Magyarország | Magyarország        | Magyarország           | Magyarország | Magyarország | Magyarország | Magyarország | Magyarország | Magyarország |
| #            | Dátum               | Helyszín               | Hazai        | Eredmény     | Vendég       | Kiírás       | Gólok        | Esemény      |
| ------------ | ------------------- | ---------------------- | ------------ | ------------ | ------------ | ------------ | ------------ | ------------ |
| 1.           | 2021. szeptember 8. | Budapest, Puskás Aréna | Magyarország | 2 – 1        | Andorra      | vb-selejtező | -            | 90+1' 90+3'  |
|              | Összesen            |                        |              | 1            | mérkőzés     |              | 0            | gól          |

## Sikerei, díjai
- Magyar Ligakupa-győztes: 2012
- Román Kupa-győztes: 2023

## További információ
- Adatlapja hlsz.hu oldalon
- Transfermarkt
- MLSZ
- Footballdatabase